# Mouvement socialiste militant
Pour les articles homonymes, voir MSM.
Le Mouvement socialiste militant, ou MSM, est un parti politique mauricien créé le 8 avril 1983 par Anerood Jugnauth, à la suite du départ de celui-ci du Mouvement militant mauricien (MMM). Seul ou allié avec le MMM, le MSM 
a dirigé le pays de 1983 à 1995, de 2000 à 2005 et de 2014 à 2024.